# Tour der südafrikanischen Rugby-Union-Nationalmannschaft nach Großbritannien und Irland 1994
| Tour der Springboks nach Großbritannien und Irland 1994 | Tour der Springboks nach Großbritannien und Irland 1994 | Tour der Springboks nach Großbritannien und Irland 1994 | Tour der Springboks nach Großbritannien und Irland 1994 | Tour der Springboks nach Großbritannien und Irland 1994 |
| Übersicht                                               | S                                                       | G                                                       | U                                                       | N                                                       |
| ------------------------------------------------------- | ------------------------------------------------------- | ------------------------------------------------------- | ------------------------------------------------------- | ------------------------------------------------------- |
| Test Matches                                            | 02                                                      | 02                                                      | 0                                                       | 0                                                       |
| Sonstige Spiele                                         | 11                                                      | 09                                                      | 0                                                       | 2                                                       |
| Gesamt                                                  | 13                                                      | 11                                                      | 0                                                       | 2                                                       |
|                                                         |                                                         |                                                         |                                                         |                                                         |
| Schottland                                              | 01                                                      | 01                                                      | 0                                                       | 0                                                       |
| Wales                                                   | 01                                                      | 01                                                      | 0                                                       | 0                                                       |

Die Tour der südafrikanischen Rugby-Union-Nationalmannschaft nach Großbritannien und Irland 1994 umfasste eine Reihe von Freundschaftsspielen der Springboks, der Nationalmannschaft Südafrikas in der Sportart Rugby Union. Das Team reiste von Oktober bis Dezember 1994 durch Schottland, Wales und Irland, wobei es 13 Spiele bestritt. Dazu gehörten zwei Test Matches gegen Schottland und Wales sowie zehn weitere Begegnungen mit Auswahlteams und Vereine. Die Springboks gewannen elf Spiele, Niederlagen mussten sie gegen eine schottische Nachwuchsauswahl und die Barbarians hinnehmen.

## Spielplan
- Hintergrundfarbe grün = Sieg
- Hintergrundfarbe rot = Niederlage

(Test Matches sind grau unterlegt; Ergebnisse aus der Sicht Südafrikas)
| #  | Datum             | Gegner                      | Ort        | Stadion                 | Ergebnis |
| -- | ----------------- | --------------------------- | ---------- | ----------------------- | -------- |
| 01 | 22. Oktober 1994  | Cardiff RFC                 | Cardiff    | Cardiff Arms Park       | 11:6     |
| 02 | 26. Oktober 1994  | Wales A                     | Newport    | Rodney Parade           | 25:13    |
| 03 | 29. Oktober 1994  | Llanelli RFC                | Llanelli   | Stradey Park            | 30:12    |
| 04 | 02. November 1994 | Neath RFC                   | Neath      | The Gnoll               | 16:13    |
| 05 | 05. November 1994 | Swansea                     | Swansea    | St Helen’s              | 78:7     |
| 06 | 09. November 1994 | Schottland A                | Melrose    | The Greenyards          | 15:17    |
| 07 | 12. November 1994 | Scottish Combined Districts | Glasgow    | Old Anniesland          | 33:6     |
| 08 | 15. November 1994 | Scottish Select             | Aberdeen   | Rubislaw Playing Fields | 35:10    |
| 09 | 19. November 1994 | Schottland                  | Edinburgh  | Murrayfield Stadium     | 34:10    |
| 10 | 22. November 1994 | Pontypridd RFC              | Pontypridd | Sardis Road             | 9:3      |
| 11 | 26. November 1994 | Wales                       | Cardiff    | Cardiff Arms Park       | 20:12    |
| 12 | 29. November 1994 | Combined Provinces          | Belfast    | Ravenhill Stadium       | 54:19    |
| 13 | 03. Dezember 1994 | Barbarians                  | Dublin     | Lansdowne Road          | 15:23    |

## Test Matches
| 19. November 1994 | Schottland                                                         | 10 : 34       | Südafrika                                                                                              | Murrayfield Stadium, Edinburgh Zuschauer: 65.000 Schiedsrichter: Owen Doyle (Irland) |
| 19. November 1994 | Versuche: Stanger Erhöhungen: G. Hastings Straftritte: G. Hastings | (0:8) Bericht | Versuche: Mulder Straeuli van der Westhuizen (2) Williams Erhöhungen: Joubert (3) Straftritte: Joubert | Murrayfield Stadium, Edinburgh Zuschauer: 65.000 Schiedsrichter: Owen Doyle (Irland) |

Aufstellungen:
- Schottland: Paul Burnell, Craig Chalmers, Gavin Hastings , Scott Hastings, Kenny Logan, Dave McIvor, Kenny Milne, Iain Morrison, Derrick Patterson, Andy Reed, Jeremy Richardson, Alan Sharp, Graham Shiel, Tony Stanger, Doddie Weir 
 Auswechselspieler: Graeme Burns, Ian Jardine, Craig Joiner, Kevin McKenzie, Rob Wainwright, Peter Wright
- Südafrika: Mark Andrews, Os du Randt, Pieter Hendriks, André Joubert, Ruben Kruger, Tommy Laubscher, Hennie le Roux, Japie Mulder, Pieter Muller, Francois Pienaar , Uli Schmidt, Phillip Schutte, Rudolf Straeuli, Joost van der Westhuizen, Chester Williams 
 Auswechselspieler: James Dalton, Gavin Johnson, Kevin Putt, Joel Stransky, Tiaan Strauss, Balie Swart

| 26. November 1994 | Wales                       | 12 : 20        | Südafrika                                                                    | Cardiff Arms Park, Cardiff Zuschauer: 55.000 Schiedsrichter: Didier Méné (Frankreich) |
| 26. November 1994 | Straftritte: N. Jenkins (4) | (6:10) Bericht | Versuche: Joubert Straeuli Williams Erhöhungen: le Roux Straftritte: le Roux | Cardiff Arms Park, Cardiff Zuschauer: 55.000 Schiedsrichter: Didier Méné (Frankreich) |

Aufstellungen:
- Wales: Tony Clement, Richie Collins, John Davies, Ricky Evans, Mike Hall, Simon Hill, Garin Jenkins, Neil Jenkins, Derwyn Jones, Emyr Lewis, Gareth Llewellyn , Rupert Moon, Wayne Proctor, Hemi Taylor, Mark Taylor 
 Auswechselspieler: Matt Back, Adrian Davies, Phil Davies, Mike Griffiths, Paul John, Robin McBryde
- Südafrika: Mark Andrews, Os du Randt, Pieter Hendriks, André Joubert, Ruben Kruger, Tommy Laubscher, Hennie le Roux, Japie Mulder, Pieter Muller, Francois Pienaar , Uli Schmidt, Phillip Schutte, Rudolf Straeuli, Joost van der Westhuizen, Chester Williams 
 Auswechselspieler: James Dalton, Gavin Johnson, Kevin Putt, Joel Stransky, Tiaan Strauss, Balie Swart